# Сурлаши
Сурлаши (Proboscidea) су ред крупних копнених сисара. Овај ред је добио име по свом најупадљивијијем својству, сурли (лат. proboscis).

## Морфолошке карактеристике
Сурлаши се не разликују од других копнених сисара само својом упадљивом особином сурлом, него и необичним зубима (кљове - секутићи) и најчешће огромним размерима свог тела. Различите породице сурлаша су некада биле врло распрострањене на Земљи. Неке врсте су имале и до четири кљове. Данас живе само слонови са две кљове у горњој вилици, и то на врло ограниченом животном простору. Зачеци сурли су у почетку били једва приметни, и вероватно су прецима данашњих слонова који су живели у мочварама служили као органи за дисање. Касније се сурла развила у врло истанчан орган са великим бројем различитих мишића којим се може дохватити лишће са високог дрвећа, али такође и спретно чупати бусење траве у степама. Кљове су биле врло разноврсне. Неке су биле равне, неке сврдласте, савијене према горе или према доле, лопатасте, смештене у горњој или у доњој вилици или у обе, неке су расле у страну а друге према средини или тесно једна уз другу, врло различитих дужина (и до 4 метра) и дебљина.
За систематизацију појединих сурлаша је мање важан облик сурле или кљова. Истражује се пре свега грађа кутњака. Током развоја, они су се мењали и прилагођавали потребама животиња. Гризна површина кутњака је током развоја мењала облик, па је била квргава код мастодонта, да би мамути имали кутњаке ламелираног облика, као и данашњи слонови. Данас слонови имају по један кутњак у свакој половини горње и доње вилице, што значи да их има укупно четири. Жвакањем најчешће прилично тврде хране, слонови „троше“ кутњаке тако, да након одређеног времена више нису довољно ефикасни. Стога се кутњаци током живота једног слона мењају шест пута, што значи да слон може истрошити током живота седам „генерација“ кутњака. Ако не страда раније, кад потроши и седму генерацију кутњака, осуђен је на смрт од глади. Младунци након прве године старости губе прве кљове да би их затим замениле трајне кљове које непрекидно расту.

## Систематика и историја сурлаша
У периоду неогена, а посебно плеистоцена дошло је до снажног ширења великог броја врста сурлаша на све континенте осим Аустралије. Ово ширење је било могуће само уз претпоставку да се то збило пре око 27 милиона година, кад су се појавиле копнене везе између Африке и Евроазије. Како је број потомака у центру њиховог настанка (северна Африка) значајно нарастао, а из Евроазије су стигле друге групе животиња, сурлаши су били потиснути из својих првобитних станишта. Због врло јаког популационог притиска многе су животиње биле потиснуте у друга подручја. У тим су подручјима владали други животни услови, па су се сурлаши морали прилагодити новој околини. И климатска колебања су изазвала низ физиолошких и морфолошких промена ових животиња.
Тако се развило 5 породица (25 родова) са више од 150 (укупно) различитих врста у реду сурлаша. Међу њима су били и мастодонти и мамути, још ближи сродници данашњих слонова.
Период ширења првих људи подудара се са изумирањем већине сурлаша, али и других великих сисара, све до почетка холоцена. Интензивни лов на мамуте видљив је из бројних пећинских цртежа. Са друге стране, налази добро очуваних мамута затворених у ледени омотач у Сибиру дају разлога да се узме у обзир и могућност да је узрок њиховог изумирања била климатска катастрофа.
Данас постоје две (према новијим истраживањима три) врсте сурлаша сврстаних у два рода:
- афрички слонови (Loxodonta africana и Loxodonta cyclotis)
- азијски слон (Elephas maximus).

## Класификација
Доњи списак садржи садашњу таксономију реда Proboscidea, према подацима из 2017.

## Еволуција
Најранији познати пробосцид је Eritherium, а затим Phosphatherium, мала животиња величине лисице. Обe потичу из каснопалеоценских наслага Марока.
Пробосциди су еволуирали у Африци, где су се повећали у величини и разноврсности током еоцена и раног олигоцена. Пробосциди су током времена увелико еволуирали кроз три главна облика зрачења: зрачење примитивних облика лофодонта, зрачење гомфотера и стегодона и зрачење елефантида. Ови облици зрачења су илустровали карактеристике пробосцида као што су труп, велике уши и кљове, који су временом еволуирали и коначно су се појавили у модерном облику. Описано је неколико примитивних породица из ових епоха, укључујући Numidotheriidae, Moeritheriidae, и Barytheriidae, који су се јавили искључиво у Африци. Веровало се да су Anthracobunidae са Индијског потконтинента такође породица пробосцида, али су их Шошани и Таси искључили (2005) и недавно су приписани реду непарнопрстих копитара. Када је Африка постала повезана са Европом и Азијом након смањења мора Тетис, пробосциди су мигрирали у Евроазију, а неке породице су на крају стигле до Америке. Пробосциди који се налазе у Евроазији као и у Африци укључују Deinotheriidae, који су напредовали током миоцена и раног квартара, Stegolophodon, рани род спорне породице Stegodontidae; веома разноврсне Gomphotheriidae i Amebelodontidae; и Mammutidae, или мастодонти.
Већина пробосцида је сада изумрла, укључујући све врсте ендемске у Америци, Европи и северној Азији. Многа од ових изумирања догодила су се током или убрзо након последњег глацијалног периода. Недавно изумрле врсте укључују гомфотере у Америци, америчког мастодонта из породице Mammutidae у Северној Америци, бројне стегодонте у Азији, мамуте широм северне хемисфере и неколико врста патуљастих слонова који су обитавали на разним острвима раштрканим широм света.